# Брандт, Карл Карлович
Карл Карлович Брандт (23 августа 1896, Рига, Лифляндская губерния, Российская империя — 9 марта 1937, Москва, РСФСР, СССР) — советский украинский партийный и хозяйственный деятель, организатор высшего образования. Участник гражданской войны в России. Директор Харьковского института советского строительства и права в 1930—1931 годах. Был репрессирован в 1937 году, реабилитирован в 1956 году.

## Биография
Родился 23 августа 1896 года в Риге в семье немецкого рабочего. Родители Брандта умерли, когда он был ещё ребёнком, и Карл рос в приюте. Трудовую деятельность начал на одном из заводов Риги. Во время Первой мировой войны, в период немецкой оккупации родного города, вступил в революционное движение. Служил в рядах 1-й латышской стрелковой дивизии, которая входила в Красную армию. Участвовал в гражданской войне в России.
В 1920 году был принят в ряды РКП(б) (с 1925 года — ВКП(б)). В 1923 году Карл Брандт был направлен учиться на рабочий факультет в Харьковский институт народного хозяйства, получил высшее образование. Совмещал учёбу в вузе с работой в Народном комиссариате просвещения Украинской ССР. В 1924—1926 году был проректором Харьковского института народного хозяйства, а с 1930 по 1931 год Брандт возглавлял новосозданный на базе правового факультета Харьковского института народного хозяйства Харьковский институт советского строительства и права. С октября 1933 по март 1935 года занимался партийной работой на должности первого секретаря Ленинского районного комитета ВКП(б) Харькова. В 1934 году был делегатом XVII съезда ВКП(б), который позже стал известен как «Съезд расстрелянных». К 1936 году работал руководителем Харьковской конторы «Союззаготпостач».
По разным данным был исключён из рядов ВКП(б) в 1936 или 1937 году. Данные об аресте Брандта также разнятся. Согласно книге памяти «Реабілітовані історією. Харківська область» он был арестован 5 марта 1936 года «за контрреволюционную троцкистскую деятельность», которая была квалифицирована, как преступление предусмотренное ст. 548 и ч. 1 ст. 5410 Уголовного кодекса Украинской ССР 1927 года. В то же время, исследователь И. С. Николаев говорит, что Брандт был арестован в 1937 году по обвинению в преступлениях предусмотренных ст. 548 и 5411 УК УССР 1927 года.
8 марта 1937 года Военная коллегия Верховного суда СССР, вынесла приговор, в котором признала Карла Карловича Брандта виновным в совершении преступлений предусмотренных ст. 548 и ст. 5411 УК УССР 1927 года и приговорила его к высшей мере наказания (расстрелу) с конфискацией всего личного имущества. Он был расстрелян на следующий день после вынесения приговора в Москве. Прах находится в общей могиле №1 Донского кладбища города Москвы.
8 декабря 1956 года Военная коллегия Верховного суда СССР пересмотрела свой приговор в отношении Карла Брандта, и в связи с вновь открывшимися обстоятельствами отменила его, а дело в отношении Брандта ввиду отсутствия состава преступления было прекращено.